# バトゥ洞窟
北緯3度14分16.25秒 東経101度41分2.71秒 / 北緯3.2378472度 東経101.6840861度

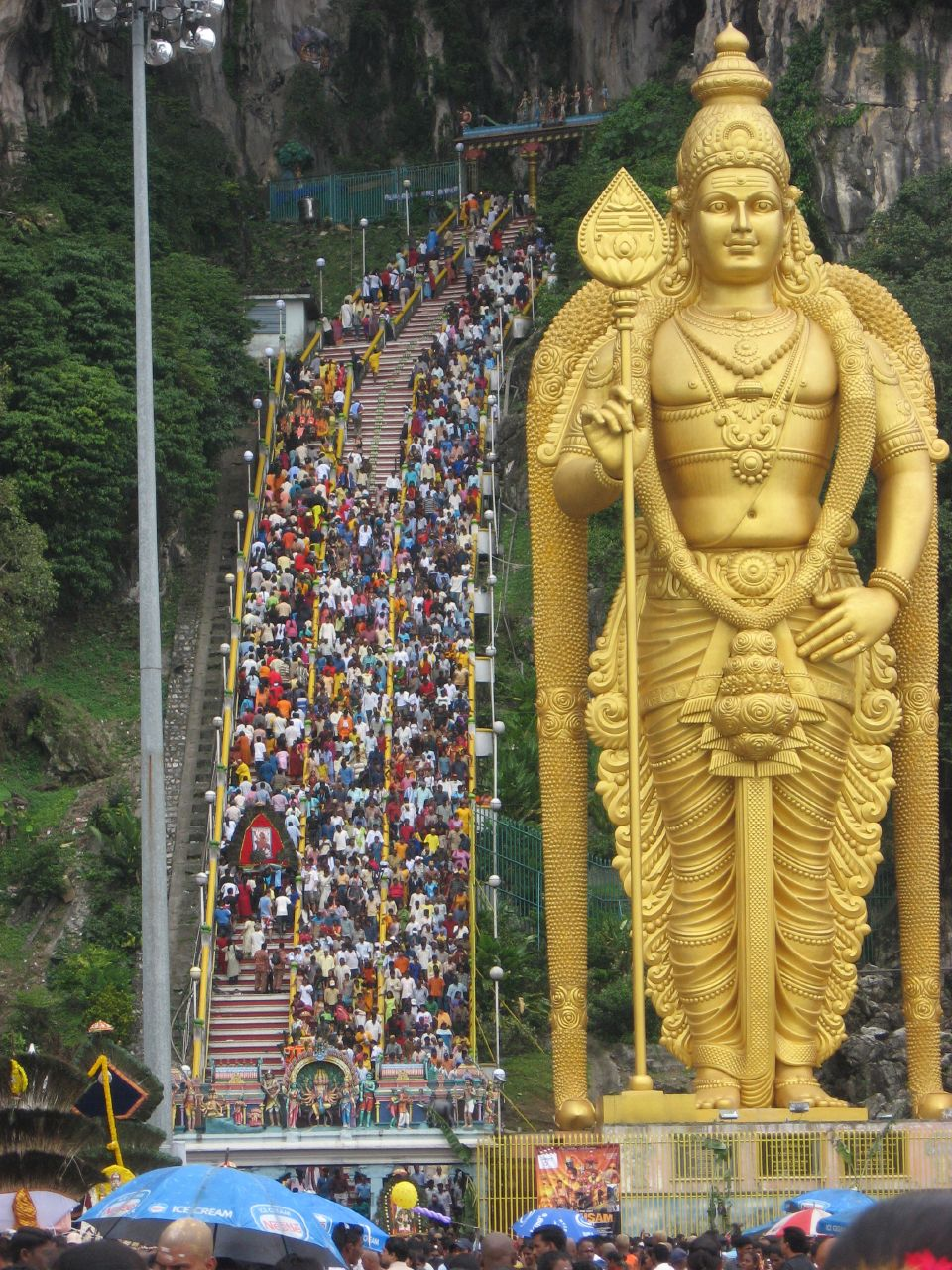
バトゥ洞窟の入口、右はスカンダ神

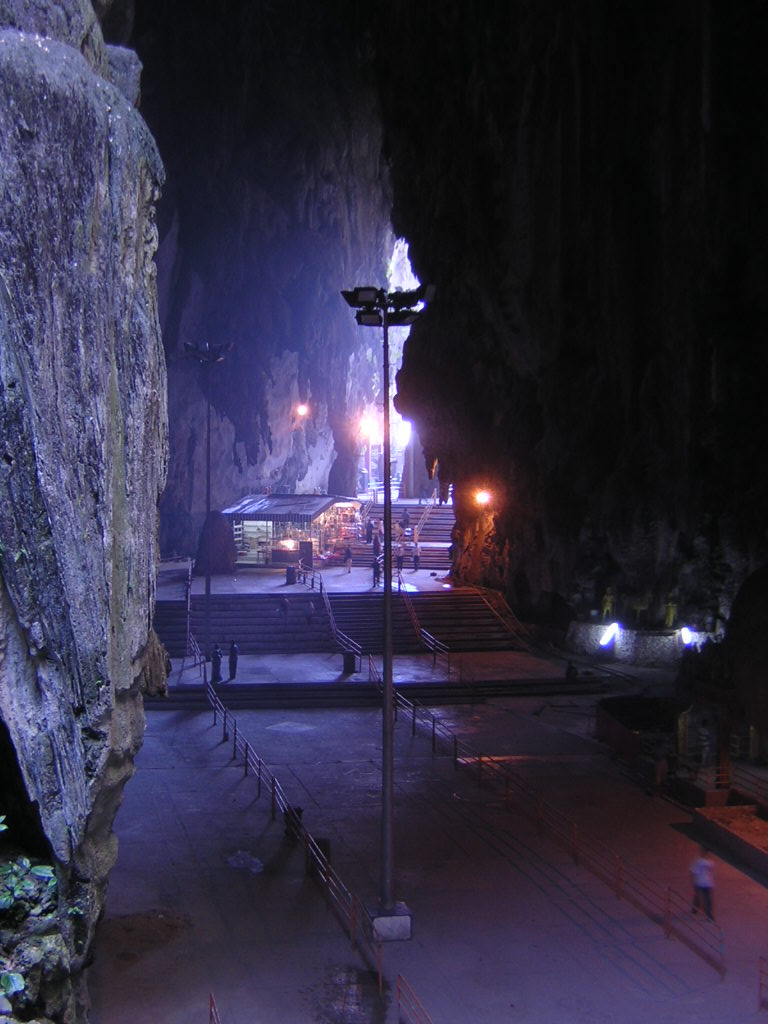
洞窟内部

バトゥ洞窟（バトゥどうくつ、Batu Caves）は、マレーシアのセランゴール州ゴンバッ郡バトゥ・ケーブス町にある巨大な洞窟である。マレーシア随一のヒンドゥー教の聖地の洞窟とされている。

## 概要
洞窟内には多くのヒンドゥー神話に基づく展示や壁画がある。洞窟を形成する石灰岩はおよそ4億歳とされている。19世紀後半に華僑や西洋人から注目されるまでは専ら現地のオラン・アスリが雨宿りや一時的な住居に使っていただけだったが、1890年に現地のタミル人商人K・タンブーサミー・ピライがムルガン神の立像を建立し祀ったことからヒンドゥー教寺院として発展していった。
毎年1月下旬から2月上旬にかけて、ヒンドゥー教最大の祭「タイプーサム」が洞窟内で行われる。
洞窟に入るには、272段の階段を上がらなければいけない。また、周辺には数多くのサルが生息している。

## アクセス
- マレー鉄道KTMコミューター バトゥ・ケーブス駅下車 徒歩0分

## その他
- 入場料：無料
- 営業時間：8:00～19:00（現地時間）
- 予約要否：不要
- 休業日：無休
- 駐車料金：入場1回ごとにRM2（普通車）